# Mika'ela Fisher
Mika'ela Fisher (* 25. února 1975, Mnichov) je německá herečka, režisérka, scenáristka, modelka a mistr krejčová.

## Kariéra
Fisher pracovala pro zakázkové krejčovství Max Dietl v Mnichově, kde získala magisterský titul jako zakázkový krejčí. Dlouhá léta modelovala mimo jiné pro módní domy Martin Margiela, Hermès, John Galliano.
Jako herec získala uznání za ztvárnění Zaka, nelítostného zabijáka ve filmu Guillaume Canet
Nikomu to neříkej (Ne le dis à personne).
V roce 2013 začala svou činnost jako režisérka natočením svého prvního krátkého filmu Die Tapferen Haende im Chaos der Zeit, kde byla také producentkou a kostýmní výtvarnicí.

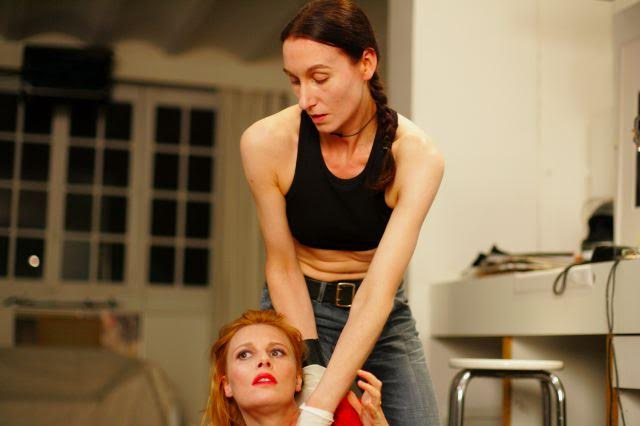
Ne le dis à personne Mika'Ela Fisher

## Filmografie

### Herecká filmografie
- 2005 – Home Cinema
- 2006 – Nikomu to neříkej (Ne le dis à personne)
- 2006 – Everyone is Beautiful John Galliano
- 2007 – La Promenade
- 2008 – Lisa
- 2008 – Pour elle
- 2009 – The Lost Door
- 2011 –  Boro in the Box
- 2011 – Out of Fashion: Maison Martin Margiela
- 2012 – The Naked Leading the Blind
- 2013 – Die Tapferen Haende im Chaos der Zeit
- 2014 – Colt 45
- 2014 – Victory's Short
- 2014 – Entre vents et marées de Josée Dayan
- 2015 – Männin
- 2017 – Odile dans la vallée
- 2017 – L'architecte textile
- 2018 – Elevated Perspective - Haute Mesure
- 2020 – Un ange au bord de l'océan
- 2023 – Die Höhenluft - für Alle und Keinen

### Režijní filmografie
- Die Tapferen Haende im Chaos der Zeit (Krátký film 2013)
- Victory's Shor (Krátký film 2014)
- Männin (Krátký film, 2015))
- L'architecte textile (Dokumentární 2017)
- Die Höhenluft - für Alle und Keinen (Celovečerní film 2023)